# Chine impériale
Empire de Chine
 (août 2024).
Si vous disposez d'ouvrages ou d'articles de référence ou si vous connaissez des sites web de qualité traitant du thème abordé ici, merci de compléter l'article en donnant les références utiles à sa vérifiabilité et en les liant à la section « Notes et références ».
 (août 2024).
221 av. J.-C. – 1er janvier 1912
(2133 ans)
Entités précédentes :
- Royaume de Qin
- Royaume de Han
- Royaume de Wei
- Royaume de Chu
- Royaume de Zhao
- Royaume de Yan
- Royaume de Qi

Entités suivantes :
- République de Chine

La Chine impériale, l'empire de Chine ou encore l'Empire chinois correspondent à l'ensemble de la période durant laquelle la Chine fut dirigée par un souverain portant le titre d'empereur de Chine. L'histoire de la Chine fait commencer la période impériale à l'an 2205 av. J.-C. environ, avec la dynastie Xia. Mais ce n'est qu'avec la dynastie Qin (221 av. J.-C.) que la Chine connaît un pouvoir centralisé fort, le règne de Qin Shi Huang — considéré comme le « premier empereur » — mettant fin à des siècles de féodalisme.
La Chine impériale dure jusqu'au début du XXe siècle. Après des décennies de décadence à la fin de la dynastie Qing, la révolution chinoise de 1911 porte un coup fatal au système impérial et la République de Chine est officiellement proclamée le 1er janvier 1912. La République se maintient jusqu'en 1949 malgré une tentative de restauration en 1915-1916, qui visait à établir une nouvelle dynastie, dite Hongxian.

## Périodes et dynasties
| Période ou dynastie                            | Durée                        | Durée |
| ---------------------------------------------- | ---------------------------- | ----- |
| Dynastie Xia (mythe non prouvé)                | 2100 à 1600 av. J.-C.        |       |
| Dynastie Shang                                 | 1570 à 1045 av. J.-C.        | 525   |
| Dynastie Zhou de l'Ouest                       | 1045 à 771 av. J.-C.         | 275   |
| Dynastie Zhou de l'Est                         | 770 à 256 av. J.-C.          | 514   |
| Période des Printemps et Automnes              | 722 à 476 av. J.-C.          | 246   |
| Période des Royaumes combattants               | 475 à 221 av. J.-C.          | 254   |
| Dynastie Qin                                   | 221 à 206 av. J.-C.          | 15    |
| Dynastie des Han occidentaux                   | 206 av. J.-C. à 9 apr. J.-C. | 215   |
| Dynastie Xin                                   | 9 à 23                       | 14    |
| Dynastie des Han orientaux                     | 25 à 220                     | 195   |
| Trois Royaumes                                 | 220 à 265                    | 45    |
| Dynastie des Jin occidentaux                   | 265 à 317                    | 52    |
| Période des Seize Royaumes                     | 304 à 439                    | 135   |
| Dynastie des Jin orientaux                     | 317 à 420                    | 103   |
| Dynasties du Sud et du Nord                    | 420 à 589                    | 169   |
| Dynastie Sui                                   | 581 à 618                    | 37    |
| Dynastie Tang                                  | 618 à 907                    | 289   |
| Période des Cinq Dynasties et des Dix Royaumes | 907 à 960                    | 53    |
| Dynastie Song du Nord                          | 960 à 1127                   | 167   |
| Dynastie Song du Sud                           | 1127 à 1279                  | 152   |
| Dynastie Liao                                  | 916 à 1125                   | 209   |
| Dynastie des Xia occidentaux                   | 1032 à 1227                  | 195   |
| Dynastie Jin                                   | 1115 à 1234                  | 119   |
| Dynastie Yuan                                  | 1271 à 1368                  | 97    |
| Dynastie Ming                                  | 1368 à 1644                  | 276   |
| Dynastie Yuan du Nord                          | 1368 à 1635                  | 267   |
| Dynastie Qing                                  | 1644 à 1912                  | 268   |
| Dynastie Shun                                  | 1644 à 1645                  | 1     |
| Dynastie des Ming du Sud                       | 1644 à 1662                  | 18    |

L'empereur Hongwu, fondateur de la dynastie Ming.

Évolution territoriale de l'empire de Chine.

Puyi fut le dernier empereur de la Chine impériale. Il fut aussi l'empereur du Mandchoukouo, État fantoche créé par le Japon et sous la coupe de l'empire du Japon.